# Claraeola colossus
Claraeola colossus är en tvåvingeart som först beskrevs av Hardy 1972. Claraeola colossus ingår i släktet Claraeola och familjen ögonflugor.
Artens utbredningsområde är Myanmar. Inga underarter finns listade i Catalogue of Life.